# Diana Maria Bușoi
Diana Maria Bușoi (n. 10 octombrie 1973, Craiova, România – d. 7 august 2010, Craiova, România) a fost o politiciană român, deputat în Parlamentul României în legislatura 2004-2008 pe listele PDL. Diana Maria Bușoi a fost validată ca deputat pe 19 decembrie 2007, dată la care l-a înlocuit pe deputatul Marian-Jean Marinescu. Din 2008 a fost șeful Inspectoratului Școlar din județul Dolj.